# 3022 Dobermann
3022 Dobermann (1980 SH) là một tiểu hành tinh vành đai chính bên trong được phát hiện ngày 16 tháng 9 năm 1980 bởi Vavrova, Z. ở Klet.